# Guy Robert Lukama
Guy Robert Lukama est un dirigeant d’entreprises basé à Kinshasa en République démocratique du Congo.

## Biographie

### Enfance, éducation et débuts
Guy Robert Lukama est diplômé en économie et finance internationale de l’université Catholique de Louvain.

### Carrière
Guy Robert Lukama entame sa carrière dans le domaine bancaire en Belgique. En 2006, il s'oriente dans le secteur minier en République démocratique du Congo (RDC). Il dirige le conseil d'administration de la Gécamines,,.
Guy Robert est cofondateur de l'initiative panafricaine MANSSAH, où il coordonne la Commission Ressources Naturelles.